# روبرت إم. توماس
روبرت إم. توماس (بالإنجليزية: Robert M. Thomas)‏ هو كيميائي ومهندس أمريكي، ولد في 1908، وتوفي في 23 يوليو 1984.